# Carl Christian Nieffer
Carl Christian Nieffer (* 1787; † 5. Dezember 1871) war ein deutscher Architekt und württembergischer Baubeamter. Er gilt als Vertreter des Kameralamtsstils in Württemberg. Ab 1837 war er in Ludwigsburg tätig.

## Leben
Sein Vater belieferte als Seepächter, auch als „Herrschaftlicher Seebeständer“ bezeichnet, die königliche Hofküche mit bis zu neun Fischarten. Unter dem Leiter der Schlossbauwerkstätten und Hofbaumeister Nikolaus Friedrich von Thouret wurde Carl Christian Nieffer zum Baumeister ausgebildet. Unter seiner Bauleitung entstand u. a. eine Festhalle auf dem Gelände von Schloss Monrepos in Ludwigsburg, die später niedergelegt wurde.
Als Nieffers Ehefrau Regina Nieffer geborene Roller 1829 im Alter von 41 Jahren in Balingen verstarb und in seinem Auftrag ein im Stil des Biedermeier gefertigtes gusseisernes Kreuz aufgestellt wurde, hatten von acht gemeinsamen Kindern drei Kinder den Tod der Mutter überlebt. Ein Sohn mit Namen Jeremias Nieffer ist durch die Ehe mit Cresenzia Nieffer geborene Mueller belegt. Während dieser Zeit lebte er mit seiner Familie an der Froschgasse in Balingen.
Seine zweite Ehefrau, die aus Stuttgart stammte, gebar ihm einen weiteren Sohn. Mit seiner Familie lebte Nieffer ab 1837 in Ludwigsburg.

## Bauten und Entwürfe
- 1810/1811: als Bauaufseher unter der Leitung des Landbaumeisters Glaser gemeinsam mit dem Stadtbaumeister Pfeiffer Herstellung des Bauüberschlags über den Stadtbach in Balingen[5]
- 1811: Rathaus an der Färberstraße 2 in Balingen[6]
- 1817: Entwurf zum Bau der evangelischen Stadtkirche in Tuttlingen
- 1829: Schule in Heselwangen[7]
- 1830: Am 5. Dezember 1830 eingeweihte Evangelische Kirche in Heselwangen[8]
- 1832: Kirche St. Michael und Laurentius in Horb-Untertalheim[9]
- 1834: Karsthanskirche in Täbingen[10]
- 1834–1837: Kirche St. Markus in Binsdorf; ausgeführt im Kameralamtsstil[11]
- 1838: Johanniskirche in Zillhausen[12]
- 1838–1844: St.-Maria-Kirche in Schramberg[13]